# Stainz
Stainz là một đô thị thuộc huyện Deutschlandsberg thuộc bang Steiermark, nước Áo. Đô thị Stainz có diện tích 92,84 km², dân số thời điểm cuối năm 2015 là 8590 người.